# Alessandro Zaccone
Alessandro Zaccone (* 16. Januar 1999 in Rimini) ist ein italienischer Motorradrennfahrer. Er tritt im MotoE World Cup an.

## Karriere
Zaccones internationale Karriere begann 2014 in der Superstock 600. 2016 und 2017 fuhr er in der Supersport-Weltmeisterschaft als Teil des europäischen Supersport-Cups.
2020 fuhr Zaccone im MotoE World Cup. Er fuhr für Gresini Racing an der Seite des amtierenden Meisters Matteo Ferrari.

## Statistik

### In der Motorrad-Weltmeisterschaft
Stand: Saisonende 2022
| Saison | Klasse | Team                 | Motorrad | Rennen | Siege | Zweiter | Dritter | Poles | Schn. Runden | Punkte | Ergebnis |
| ------ | ------ | -------------------- | -------- | ------ | ----- | ------- | ------- | ----- | ------------ | ------ | -------- |
| 2022   | Moto2  | Gresini Racing Moto2 | Kalex    | 20     | –     | –       | –       | –     | –            | 9      | 24.      |
| Gesamt | Gesamt | Gesamt               | Gesamt   | 20     | 0     | 0       | 0       | 0     | 0            | 24     |          |

### In der MotoE-Weltmeisterschaft
Stand: 29. Juni 2024
| Saison | Team                   | Motorrad | Rennen | Siege | Zweiter | Dritter | Poles | Schn. Runden | Punkte | Ergebnis |
| ------ | ---------------------- | -------- | ------ | ----- | ------- | ------- | ----- | ------------ | ------ | -------- |
| 2020   | TRENTINO Gresini MotoE | Energica | 6      | –     | –       | –       | –     | –            | 37     | 12.      |
| 2021   | Pramac MotoE           | Energica | 6      | 1     | –       | 2       | –     | –            | 80     | 5.       |
| 2023   | Tech3 E-Racing         | Ducati   | 16     | –     | –       | –       | –     | –            | 104    | 11.      |
| 2024   | Tech3 E-Racing         | Ducati   | 10     | 1     | 1       | 1       | 2     | 2            | 99     | 5.       |
| Gesamt | Gesamt                 | Gesamt   | 38     | 2     | 1       | 3       | 0     | 0            | 320    |          |

### In der Supersport-Weltmeisterschaft
| Saison | Team                    | Motorrad  | Rennen | Siege | Zweiter | Dritter | Poles | Schn. Runden | Punkte | Ergebnis |
| ------ | ----------------------- | --------- | ------ | ----- | ------- | ------- | ----- | ------------ | ------ | -------- |
| 2016   | San Carlo Team Italia   | Kawasaki  | 8      | –     | –       | –       | –     | –            | 31     | 18.      |
| 2017   | MV Agusta Reparto Corse | MV Agusta | 9      | –     | –       | –       | –     | –            | 17     | 23.      |
| Gesamt | Gesamt                  | Gesamt    | 17     | 0     | 0       | 0       | 0     | 0            | 48     |          |

### In der FIM CEV Moto2-Europameisterschaft
| Saison | Team          | Motorrad | Rennen | Siege | Zweiter | Dritter | Poles | Schn. Runden | Punkte | Ergebnis |
| ------ | ------------- | -------- | ------ | ----- | ------- | ------- | ----- | ------------ | ------ | -------- |
| 2018   | XCTECH Modula | Kalex    | 11     | –     | –       | –       | –     | –            | 74,5   | 10.      |
| 2019   | PromoRacing   | Kalex    | 11     | 1     | 1       | 1       | –     | –            | 137,0  | 3.       |
| 2020   | PromoRacing   | Kalex    | 11     | 3     | 1       | 5       | 1     | 3            | 195,0  | 3.       |
| Gesamt | Gesamt        | Gesamt   | 33     | 4     | 2       | 6       | 1     | 3            | 406,5  |          |